# Eparchie Großbritannien
Die Eparchie Großbritannien (englisch: Catholic Syro-Malabar Eparchy of Great Britain) ist eine im Vereinigten Königreich gelegene Eparchie der syro-malabarischen Kirche mit Sitz in Preston.

## Geschichte
Die Eparchie Großbritannien wurde am 28. Juli 2016 durch Papst Franziskus errichtet. Erster Bischof wurde Joseph Srampickal.